# جفری استریتفیلد
جفری استریتفیلد (انگلیسی: Geoffrey Streatfeild؛ زادهٔ ۱۹۷۵ (۴۹–۵۰ سال)) بازیگر، بازیگر سینما و بازیگر تلویزیون اهل بریتانیا است.
از فیلم‌ها یا برنامه‌های تلویزیونی که وی در آن نقش داشته‌است می‌توان به فرشته و مأموران مخفی اشاره کرد.